# Rosa-Luxemburg
Rosa-Luxemburg és un grup d'indie rock barceloní nascut l'any 2004 juntament amb altres grups que configuraven una nova fornada indie renovadora de l'escena catalana com ara Anímic, Sanpedro, Mazoni, Raydibaum o Mine!. Rosa-Luxemburg eren el membre més essencialment rocker d'aquest moviment. Els seus membres són Pol Fuentes (guitarra i veu), Iban Rodríguez (bateria), Tomàs Genís (Baix) i Bernat Lloret (teclats). L'any 2011 Roger Torrent s'incorpora al grup com a nou teclista.
Els pilars que han definit la trajectòria de Rosa-Luxemburg han estat el rock avançat, amb contingut, personalitat i en constant renovació. Els directes enèrgics i amb vocació d'espectacle i una clara inclinació per l'autoedició i la independència creativa.
Han fet nombroses actuacions en tot l'Estat Espanyol: al Camp Nou, pel Torneig Joan Gamper, a l'Auditori, a Vitoria, en un concert amb Delorean, a Girona, amb Els Pets, al Palau de la Música amb la Companyia Elèctrica Dharma, etc.
Destaca el concert "Classe mitjana al Palau", realitzat el Novembre de 2012 al Palau de la Música, on es va escenificar i enregistrar la seva novel·la musical "Classe Mitjana", amb la col·laboració d'artistes com Mine!, Ferran Palau, Raydibaum o El Petit de Cal Eril encarnant els diversos personatges del disc conceptual.
Rosa-Luxemburg han participat en homenatges a diversos artistes, versionant-ne l'obra, en concerts i discs recopilatoris. Entre d'altres, hi destaquen les versions del poema Reposes Marta i ara tanco els ulls de Miquel Martí i Pol, les cançons Tramuntana de la Companyia Elèctrica Dharma i Hi ha los de Joan Pau Giné.
Després d'11 anys d'activitat, el novembre de 2015, Pol Fuentes va anunciar que el grup es desactivava.
L'any 2022 el grup es reuneix per estrenar la seva òpera rock "Classe Mitjana"

## Discografia[10]
LP's
- Rosa-Luxemburg (2006)
- Autobiografia Oficial (2007)
- Com cremar una ciutat (2009)
- Classe Mitjana (2011)
- Teoria de conjunts (2015)

EP's
- Espaguetis amb Tonyina (2010)
- Demà serà un altre dia (2011)
- Malsons recurrents (2011)

DIRECTES
- Classe Mitjana al Palau (2013)